# Gad Beck

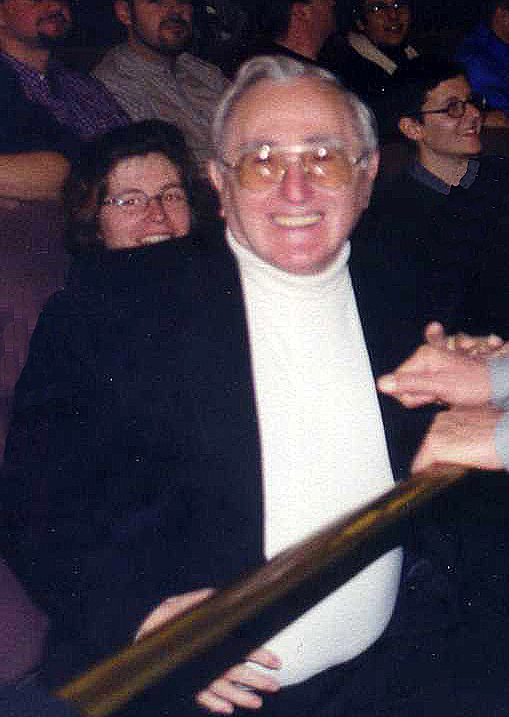
Gad Beck, 2000 in Berlin

Gad Beck (* 30. Juni 1923 in Berlin; † 24. Juni 2012 ebenda) war ein deutscher jüdischer Widerstandskämpfer in der Zeit des Nationalsozialismus.

## Leben
Gad Beck wurde 1923 als Gerhard geboren, er hatte eine Zwillingsschwester namens Margot, die sich später Miriam nannte. Seine Mutter Hedwig, geborene Kretschmer, war Protestantin und konvertierte vor ihrer Heirat zum Judentum. Der Vater, Heinrich Beck, stammte ursprünglich aus Wien, kämpfte im Ersten Weltkrieg als Soldat für Österreich-Ungarn und machte sich nach einer kaufmännischen Ausbildung mit einem Versandhandel in Berlin selbstständig. Seine Familie stammte aus Galizien, die Mitglieder sprachen untereinander jiddisch. Gad Beck wuchs in Berlin-Weißensee auf, wo er die Volksschule besuchte, die Familie wohnte in der Prenzlauer Straße. Gad und Margot wuchsen sowohl mit christlichen als auch jüdischen Ritualen und Festen auf. 1932 traten die Zwillinge dem „Ring deutschjüdischer Jugend“ bei, der 1935 durch die NS-Regierung aufgelöst wurde. 1936 erhielt Gad Beck seine Bar Mitzva. Er besuchte zunächst das Gymnasium in Weißensee und danach zeitweise die „Jüdische Mittelschule für Jungen und Mädchen“ in der Großen Hamburger Straße in Berlin-Mitte. 1936 mussten beide Kinder der Familie Beck aus finanziellen Gründen ihre Schullaufbahn abbrechen und eine Lehre in der Textilbranche beginnen, nachdem ihr Vater 1935 die Konzession für sein Geschäft verloren hatte. Gad Beck war als Verkäufer bei einem Herrenschneider angestellt. Mit dem „Anschluss“ Österreichs an das Deutsche Reich 1938 verlor die Familie Beck die österreichische Staatsbürgerschaft, erhielt jedoch keine deutsche. Sie wurden gezwungen ihre Wohnung aufzugeben und ins zu dem Zeitpunkt jüdisch geprägte Scheunenviertel in Mitte zu ziehen. Die Eltern suchten nach Ausreisemöglichkeiten für ihre Kinder, fanden jedoch keine mehr.
Zunächst besuchte er ab Mai 1940 die Hachschara (Ausbildung) in Skaby bei Königs Wusterhausen. Dort lernten die Jugendlichen die Arbeit in der Landwirtschaft, Hebräisch und jüdische Kultur und Religion kennen und sollten so auf eine Ausreise nach Palästina vorbereitet werden. Gad Beck hätte Gelegenheit gehabt mit den anderen Jugendlichen per Schiff nach Palästina auszureisen, kam jedoch kurz zuvor mit einem Magenriss ins Jüdische Krankenhaus in Berlin. Im Herbst 1940 wurde er als Zwangsarbeiter in einer Kartonfabrik beschäftigt, wo er in Kontakt mit dem jüdischen Widerstand kam. Im selben Jahr schloss Beck sich der Hechaluz an, dem Dachverband zionistischer Jugendorganisationen, die die jüdische Palästina-Besiedlung und verschiedene Formen des politischen Widerstands bis hin zur Arbeit im Untergrund organisierte. Im Chug Chaluzi, einer bündisch orientierten jüdischen Jugendgruppe lernte er deren Leiter, den jungen Lehrer Jizchak Schwersenz und dessen Freundin Edith (Ewo) Wolff kennen.
Während der letzten beiden Kriegsjahre organisierte er als Leiter des Chug Chaluzi das Überleben zahlreicher untergetauchter Juden.
Nach dem Krieg lebte er zunächst in München. 1947 emigrierte er nach Israel, wo er über 30 Jahre lebte. Beck gehörte dem Kuratorium der 1959 gegründeten Deutsch-Israelischen Studiengruppe München an. Seit den frühen 1970er Jahren lebte er mit seinem tschechischen Lebensgefährten Julius Laufer zusammen. 1979 kehrten sie nach Deutschland zurück. Es folgte eine enge Zusammenarbeit mit Heinz Galinski, dem damaligen Vorsitzenden des Zentralrats der Juden in Deutschland. Gad Beck wurde Leiter der Jüdischen Volkshochschule.
1995 veröffentlichte Beck die „Erinnerungen“ eines homosexuellen, jüdischen Berliners und erregte große Aufmerksamkeit: Und Gad ging zu David. Die autobiografische Authentizität ist jedoch umstritten. Die Macher des Dokumentarfilms Die Freiheit des Erzählens (2006) über das Leben von Gad Beck kommentieren dazu: „Es scheint, dass Gad Beck um der Pointierung seiner Geschichten willen gelegentlich den Boden historischer Wahrheit verlässt. Er erfüllt damit vor allem ein Bedürfnis seiner Zuhörerschaft bzw. all jener Erinnerungsinstanzen, die, auf der Suche nach dem Dramatisch-Spektakulären und der Einschaltquote, Geschichte auf besondere Weise erzählt bekommen wollen.“
Nachfolgend trat Gad Beck mit zahlreichen Vorträgen und Lesungen in Europa und den USA in Erscheinung.